# Ferrovia del Lavant
La ferrovia del Lavant (Lavanttalbahn in tedesco) è una linea ferroviaria internazionale, parzialmente dismessa, che collegava la città austriaca di Zeltweg con la città slovena di Celje, attraversando la valle del Lavant, da cui prende il nome.

## Storia
La linea fu progettata nel 1868 come collegamento tra la Rudolfsbahn e la Drautalbahn attraverso la valle del Lavant. Tra il 1889 e il 1891 la linea fu prolungata fino alla città di Celje, che all'epoca si trovava nell'Impero austro-ungarico, per servire le miniere di carbone di Velenje. Dopo la fine della prima guerra mondiale la tratta Dravograd-Celje ricadde nel territorio jugoslavo e la linea divenne internazionale.
Dal dopoguerra in poi la linea vide una progressiva decadenza, soprattutto a causa del percorso tortuoso e delle forti pendenze, il traffico passeggeri iniziò a ridursi sempre di più, in favore della Rudolfsbahn che nel frattempo fu raddoppiata ed elettrificata. Nel 1970, in mancanza di traffico internazionale tra la Jugoslavia e l'Austria, fu soppresso il servizio passeggeri tra il confine austro-jugoslavo e la cittadina di Velenje. Nel 1997 fu sospeso anche il servizio passeggeri tra St. Paul im Lavanttal e Lavamünd, e pochi anni dopo anche quello merci.
Dal 2002 la tratta montana Zeltweg-Wolfsberg è interessata solamente dal traffico merci di legname dalle segherie verso la cartiera di Frantschach. Nel 2022 la tratta Sankt Paul im Lavanttal-Bleiburg è stata accorpata alla nuova ferrovia della Koralpe. Per quanto riguarda la sezione slovena, sono attive la tratta Velenje-Celje e il breve segmento Dravograd-Otiški Vrh, quest'ultimo utilizzato solo come raccordo merci. È rimasto preservato il ponte sulla Drava tra Davograd e Lavamünd, situato nei pressi di una diga.

## Percorso
|  | Unknown route-map component "STR+l" | Unknown route-map component "CONTfq" |

| Station on track |

| Unknown route-map component "CONTgq" | Unknown route-map component "ABZgr" |  |

| Unknown route-map component "CONTgq" | Unknown route-map component "ABZgr" |  |

| Unknown route-map component "KINTaq" | Unknown route-map component "ABZgr" |  |

| Unknown route-map component "KINTaq" | Unknown route-map component "ABZgr" |  |

| Unknown route-map component "hbKRZWae" |

| Non-passenger station/depot on track |

| Unknown route-map component "bWBRÜCKE1" |

| Small non-passenger station on track |

| Unknown route-map component "KINTaq" | Unknown route-map component "ABZgr" |  |

| Small non-passenger station on track |

| Unknown route-map component "KINTaq" | Unknown route-map component "ABZgr" |  |

| Non-passenger station/depot on track |

| Unknown route-map component "STR+GRZq" |

| Small non-passenger station on track |

| Small non-passenger station on track |

|  | Unknown route-map component "ABZgl" | Unknown route-map component "KINTeq" |

| Non-passenger station/depot on track |

| Unknown route-map component "bWBRÜCKE1" |

| Unknown route-map component "SPLa" |

| Unknown route-map component "dBST" | Unknown route-map component "dINT" |

| Unknown route-map component "SPLe" |

| Small non-passenger station on track |

| Unknown route-map component "tSTRa" |

| Unknown route-map component "tSTRe" |

| Small non-passenger station on track |

| Unknown route-map component "bWBRÜCKE1" |

| Enter and exit short tunnel |

| Unknown route-map component "bWBRÜCKE1" |

| Unknown route-map component "eHST" |

|  | Unknown route-map component "KRWgl" | Unknown route-map component "KRW+r" |

|  | Unknown route-map component "DST-L" | Unknown route-map component "DST-R" |

|  | Straight track | Interchange on track |

|  | Unknown route-map component "ABZgl" | One way rightward |

| Unknown route-map component "ELCa" | Station on track |  |

| Unknown route-map component "bWBRÜCKE1" |

| Small non-passenger station on track |

| Stop on track |

| Station on track |

| Station on track |

| Small non-passenger station on track |

|  | Unknown route-map component "ABZg2" | Unknown route-map component "STRc3" |

|  | Unknown route-map component "ABZg+l" + Unknown route-map component "STRc12" + Unknown route-map component "PORTALl" | Unknown route-map component "tCONTf@Fq" + Unknown route-map component "STR3+4" |

|  | Unknown route-map component "ABZg+1" | Unknown route-map component "STRc4" |

| Unknown route-map component "bWBRÜCKE1" |

|  | Unknown route-map component "edSHI3gl" | Unknown route-map component "exSHI3+r" |

| Unknown route-map component "STRc2" | Unknown route-map component "dBHF3" | Unknown route-map component "exBHF" |

| Unknown route-map component "LSTR+1" | Unknown route-map component "dSTRc4" + Unknown route-map component "exdSHI3+l" | Unknown route-map component "exSHI3gr" |

| Unknown route-map component "LSTR" | Unknown route-map component "exdTUNNEL1" | Unknown route-map component "exHST" |

| Unknown route-map component "LSTR" | Unknown route-map component "exdHST" | Unknown route-map component "exSTR" |

| Unknown route-map component "LSTR" | Unknown route-map component "exdHST" | Unknown route-map component "exSTR" |

| Unknown route-map component "LSTR" | Unknown route-map component "exdTUNNEL1" | Unknown route-map component "exSTR" |

| Unknown route-map component "LSTR" | Unknown route-map component "exdBHF" | Unknown route-map component "exSTR" |

| Unknown route-map component "eSHI3g+l" | Unknown route-map component "exdSHI3r" | Unknown route-map component "exHST" |

| Unknown route-map component "hKRZWae" | Unknown route-map component "d" | Unknown route-map component "exSTR" |

| Unknown route-map component "eSHI3gl" | Unknown route-map component "exdSHI3+r" | Unknown route-map component "exHST" |

| Unknown route-map component "LSTR" | Unknown route-map component "exdHST" | Unknown route-map component "exSTR" |

| Unknown route-map component "SHI3gl" | Unknown route-map component "xdSHI3g+r" | Unknown route-map component "exWBRÜCKE1" |

| Unknown route-map component "dCONTgq" | One way rightward | Unknown route-map component "dHST" | Unknown route-map component "exSTR" | Unknown route-map component "d" |

| Unknown route-map component "dCONTgq" | Unknown route-map component "dBHFq" | Unknown route-map component "ABZr+r" | Unknown route-map component "exdSTR" | Unknown route-map component "d" |

| Unknown route-map component "vSHI4+l-" | Unknown route-map component "dSHI4r" + Unknown route-map component "exdSTRc2" | Unknown route-map component "exHST3" |

| Unknown route-map component "vSTR-" | Unknown route-map component "exdSTR+1" + Unknown route-map component "exldBHF" | Unknown route-map component "exSTRc4" |

| Straight track | Unknown route-map component "exHST" |  |

| Unknown route-map component "GRZq" + Restricted border on track | Unknown route-map component "GRZq" + Unknown route-map component "xGRENZE" |  |

| Unknown route-map component "LSTR" | Unknown route-map component "exHST" |  |

| Unknown route-map component "LSTR" | Unknown route-map component "exhKRZWae" |  |

| Unknown route-map component "ABZl+l" | Unknown route-map component "xABZg+r" |  |

| Straight track | Station on track |  |

| 88,400 |
| 0,0    |

| Unknown route-map component "STR2" | Unknown route-map component "STRc3" + One way leftward | Unknown route-map component "CONTfq" |

| Unknown route-map component "STRc1" | Unknown route-map component "DST+4" |  |

| Unknown route-map component "bWBRÜCKE1" |

| Unknown route-map component "KINTxe" |

| Unknown route-map component "exHST" |

| Unknown route-map component "exHST" |

| Unknown route-map component "exHST" |

| Unknown route-map component "exBHF" |

| Unknown route-map component "exHST" |

| Unknown route-map component "exHST" |

| Unknown route-map component "exBHF" |

| Unknown route-map component "exHST" |

| Unknown route-map component "exTUNNEL2" |

| Unknown route-map component "exBHF" |

| Unknown route-map component "exHST" |

| Unknown route-map component "exTUNNEL1" |

| Unknown route-map component "exHST" |

| Unknown route-map component "exHST" |

| Unknown route-map component "KBHFxa" |

| 37,5 |
| 36,9 |

|  | Unknown route-map component "ABZgl" | Unknown route-map component "KINTeq" |

| Station on track |

|  | Unknown route-map component "ABZg+l" | Unknown route-map component "KINTeq" |

| Station on track |

| Stop on track |

| Stop on track |

| Station on track |

| Station on track |

| Unknown route-map component "SKRZ-Au" |

| Station on track |

| Station on track |

| Stop on track |

| Stop on track |

|  | Unknown route-map component "ABZg+l" | Unknown route-map component "CONTfq" |

| Station on track |

| Continuation forward |